# Du Croisy
Pour les articles homonymes, voir Gassot.
Philibert Gassot, dit Du Croisy, est un comédien de la troupe de Molière, né en 1626 et mort à Conflans-Sainte-Honorine le 3 mai 1695.
En 1652, il épouse à Poitiers l'actrice Marie Claveau.
Beau-frère de l'acteur Bellerose, il créa le rôle de Tartuffe. 
En 1680, il devient le deuxième sociétaire de la Comédie Française.